# Elazığspor
Elazığspor je turski nogometni klub iz Elazığa. U sezoni 2021.22. se natjeće u 3. Turskoj ligi. Prethodno su svoje domaće utakmice igrali na stadionu Elazığ Atatürk u Elazığu, koji je imao maksimalni kapacitet od 13.923. Klub je osnovan 1967.

## Povijest
Elazığspor je osnovan 1967. godine kada su se tri kluba (Merkez Gençlik, Güvenspor i Harputspor) ujedinila kako bi formirali jaku momčad za grad Elâzığ. Glavni suparnici Elazığspora je klub Malatyaspor iz susjednog grada Malatya. Zbog jakog rivalstva, na utakmicama je potrebno dodatno osiguranje, a ponekad se navijačima gostujuće momčadi zbog sigurnosnih razloga ne dopušta prisustvovati utakmici, a umjesto navijača susret prati 30-ak novinara iz Malatye. “Doğunun derbisi” je postao jedno od najvećih nogometnih rivalstava u Turskoj. Na jednoj prijateljskoj utakmici koju je Elazigspor odigrao protiv Diyarbakırspora 5. rujna 2011. se dogodila tragedija. Navijači obje momčadi gađali su se kamenicama i tvrdim predmetima, pri čemu su dvije osobe poginile, a 6 je odlijeđeno. Klub je nekoliko godina igrao u Drugoj i Trećoj ligi. Konačno, 2002. godine klub je promoviran u Tursku Prvu nogometnu ligu. Međutim, 2004. godine ponovno su ispali u TFF Prvu ligu. Godine 2008. ispadaju u TFF Drugu ligu nakon što su završili sezonu na 16. mjestu.
U siječnju 2019., Elazığspor je dospio u vijesti nakon što je 30. siječnja potpisao ugovor s 22 igrača u 2 sata, nakon pregovora o okončanju zabrane transfera koju je bio uveo Turski nogometni savez.

## Vanjske poveznice
|  | Zajednički poslužitelj ima još gradiva o temi Elazığspor |